# Short Antology of Human Decadance

Short Antology Of Human Decadance est le quatrième enregistrement studio du groupe de Punk hardcore de la montérégie, Bald Vulture. L'album, sorti en 2002, ne contient que des reprises de groupes qui ont influencé le groupe. On retrouve des reprises de Metallica, Operation Ivy, U2, Scorpions et Sepultura. La dernière chanson du disque, Enough Is Enough est une reprise de leur chanson Children's Cry.

## Pistes
1. One (Metallica)
2. Unity (Operation Ivy)
3. Sunday Bloody Sunday (U2)
4. Wind of Change (Scorpions)
5. Territory (Sepultura)
6. Enough Is Enough (Reprise de Children's cry)